# کیم مو-کیو
کیم مو-کیو (انگلیسی: Kim Moo-kyo؛ زادهٔ ۲۷ اوت ۱۹۷۵) بازیکن تنیس روی میز اهل کره جنوبی بود.